# Giacomo Valentini (calciatore 2001)
Giacomo Valentini (San Marino, 26 giugno 2001) è un calciatore sammarinese, difensore della Juvenes/Dogana in prestito dal Cosmos e della nazionale sammarinese.

## Carriera

### Club
Nato nel 2001, dopo le giovanili con il Bellaria Igea Marina, a febbraio 2021 è andato a giocare a San Marino, con il Cosmos, esordendo nel Campionato Sammarinese il 24 febbraio, nel pareggio della sesta giornata per 1-1 in casa contro il Domagnano, titolare e poi sostituito al 65'. Ha chiuso l'esperienza con la squadra gialloverde a fine gennaio 2023 con 52 presenze, senza reti segnate, arrivando 15º e ultimo in entrambi i campionati conclusi.
A metà stagione 2022-2023 si è trasferito in prestito alla Juvenes/Dogana, debuttando il 5 febbraio 2023 alla 18ª di campionato, titolare e sostituito al 73' nella sconfitta interna per 0-1 con La Fiorita.
La stagione successiva, il 13 gennaio 2024, ha realizzato la sua prima rete in carriera, segnando l'1-1 al 34' nella vittoria per 3-2 in trasferta contro il San Giovanni del 15º turno di Campionato Sammarinese.

### Nazionale
Ha esordito con le nazionali giovanili sammarinesi nel 2017, con l'Under-17, ottenendo due presenze in quell'anno nelle qualificazioni all'Europeo di categoria di Inghilterra 2018.
Tra 2018 e 2019 è stato capitano dell'Under-19, giocando sei volte nelle qualificazioni agli Europei di Armenia 2019 e Irlanda del Nord 2020.
Il 7 ottobre 2021 ha fatto il suo esordio in Under-21, massima rappresentativa giovanile, entrando al 77' della sconfitta per 2-0 in trasferta a Riga contro la Lettonia nelle qualificazioni all'Europeo di categoria di Romania e Georgia 2023. Ha chiuso nel 2022 con 5 gare giocate.
Nel 2024 ha debuttato in nazionale maggiore, entrando al posto di Michele Cevoli al 74' della sconfitta per 4-1 in casa a Serravalle dell'11 giugno, in amichevole contro Cipro. Il 10 ottobre successivo ha fatto invece il suo esordio in gara ufficiale, subentrando al 28' all'infortunato Dante Carlos Rossi nella sfida persa per 1-0 in trasferta contro Gibilterra, nella fase a gironi di Nations League.

## Statistiche

### Presenze e reti nei club
Statistiche aggiornate al 4 ottobre 2024.
| Stagione              | Squadra               | Campionato            | Campionato | Campionato | Coppe nazionali | Coppe nazionali | Coppe nazionali | Coppe continentali | Coppe continentali | Coppe continentali | Altre coppe | Altre coppe | Altre coppe | Totale | Totale | Totale |
| Stagione              | Squadra               | Comp                  | Pres       | Reti       | Comp            | Pres            | Reti            | Comp               | Pres               | Reti               | Comp        | Pres        | Reti        | Pres   | Reti   |        |
| --------------------- | --------------------- | --------------------- | ---------- | ---------- | --------------- | --------------- | --------------- | ------------------ | ------------------ | ------------------ | ----------- | ----------- | ----------- | ------ | ------ | ------ |
| feb.-giu. 2021        | Cosmos                | CS                    | 10         | 0          | CT              | 1               | 0               | -                  | -                  | -                  | -           | -           | -           | 11     | 0      |        |
| 2021-2022             | Cosmos                | CS                    | 25         | 0          | CT              | 2               | 0               | -                  | -                  | -                  | -           | -           | -           | 27     | 0      |        |
| 2022-gen. 2023        | Cosmos                | CS                    | 12         | 0          | CT              | 2               | 0               | -                  | -                  | -                  | -           | -           | -           | 14     | 0      |        |
| Totale Cosmos         | Totale Cosmos         | Totale Cosmos         | 47         | 0          | -               | 5               | 0               | -                  | -                  | -                  | -           | -           | -           | 52     | 0      |        |
| gen.-giu. 2023        | Juvenes/Dogana        | CS                    | 10+1       | 0          | CT              | -               | -               | -                  | -                  | -                  | -           | -           | -           | 11     | 0      |        |
| 2023-2024             | Juvenes/Dogana        | CS                    | 28+3       | 2          | CT              | 2               | 0               | -                  | -                  | -                  | -           | -           | -           | 33     | 2      |        |
| 2024-2025             | Juvenes/Dogana        | CS                    | 5          | 0          | CT              | 1               | 0               | -                  | -                  | -                  | -           | -           | -           | 6      | 0      |        |
| Totale Juvenes/Dogana | Totale Juvenes/Dogana | Totale Juvenes/Dogana | 47         | 2          | -               | 3               | 0               | -                  | -                  | -                  | -           | -           | -           | 50     | 2      |        |
| Totale carriera       | Totale carriera       | Totale carriera       | 90+4       | 2          | -               | 8               | 0               | -                  | -                  | -                  | -           | -           | -           | 102    | 2      |        |

### Cronologia presenze e reti in nazionale
| Cronologia completa delle presenze e delle reti in nazionale ― San Marino | Cronologia completa delle presenze e delle reti in nazionale ― San Marino | Cronologia completa delle presenze e delle reti in nazionale ― San Marino | Cronologia completa delle presenze e delle reti in nazionale ― San Marino | Cronologia completa delle presenze e delle reti in nazionale ― San Marino | Cronologia completa delle presenze e delle reti in nazionale ― San Marino | Cronologia completa delle presenze e delle reti in nazionale ― San Marino | Cronologia completa delle presenze e delle reti in nazionale ― San Marino |
| Data                                                                      | Città                                                                     | In casa                                                                   | Risultato                                                                 | Ospiti                                                                    | Competizione                                                              | Reti                                                                      | Note                                                                      |
| ------------------------------------------------------------------------- | ------------------------------------------------------------------------- | ------------------------------------------------------------------------- | ------------------------------------------------------------------------- | ------------------------------------------------------------------------- | ------------------------------------------------------------------------- | ------------------------------------------------------------------------- | ------------------------------------------------------------------------- |
| 11-6-2024                                                                 | Serravalle                                                                | San Marino                                                                | 1 – 4                                                                     | Cipro                                                                     | Amichevole                                                                | -                                                                         | 74’                                                                       |
| 10-9-2024                                                                 | Chișinău                                                                  | Moldavia                                                                  | 1 – 0                                                                     | San Marino                                                                | Amichevole                                                                | -                                                                         | 46’                                                                       |
| 10-10-2024                                                                | Gibilterra                                                                | Gibilterra                                                                | 1 – 0                                                                     | San Marino                                                                | UEFA Nations League 2024-2025 - 1º turno                                  | -                                                                         | 28’                                                                       |
| 18-11-2024                                                                | Vaduz                                                                     | Liechtenstein                                                             | 1 – 3                                                                     | San Marino                                                                | UEFA Nations League 2024-2025 - 1º turno                                  | -                                                                         |                                                                           |
| 10-6-2025                                                                 | Serravalle                                                                | San Marino                                                                | 0 – 4                                                                     | Austria                                                                   | Qual. Mondiali 2026                                                       | -                                                                         |                                                                           |
| Totale                                                                    |                                                                           | Presenze                                                                  | 5                                                                         |                                                                           | Reti                                                                      | 0                                                                         |                                                                           |